# Kocka
 Ovo je glavno značenje pojma Kocka. Za druga značenja pogledajte Kocka (razdvojba).
Kocka (ili pravilni heksaedar) je geometrijsko tijelo, jedno od Platonovih tijela. Kocka spada u paralelepipede, to je pravilna četverostrana prizma - sastoji se od šest jednakih kvadrata, njezinih stranica. Ona ima 12 bridova i 8 vrhova.

Mreža kocke sastoji se od 6 jednakih kvadrata.

## Formule
(a - duljina brida)
| V (volumen):                  | a3                                        |
| O (oplošje):                  | 6a2                                       |
| d (plošna dijagonala):        | {\displaystyle a{\sqrt {2}}}              |
| D (prostorna dijagonala):     | {\displaystyle a{\sqrt {3}}}              |
| r (radijus upisane kružnice): | {\displaystyle {\frac {a}{2}}}            |
| R (radijus opisane kružnice): | {\displaystyle {\frac {a{\sqrt {3}}}{2}}} |

## Višedimenzionalne kocke
Analogija kocke u četiri dimenzije zove se hiperkocka. Ona se sastoji od osam jednakih kocaka.
Analogija kocke u n-dimenzionalnom prostoru se naziva jednostavno n-dimenzionalnom kockom.